# 纳塔莉·卢瓦索
纳塔莉·卢瓦索（法語：Nathalie Loiseau，法語發音：[natali lwazo]；1964年6月1日—），法国政治人物，自2019年起担任歐洲議會議員。此前她于2012-2017年担任国家行政学院院长，2017年6月21日至2019年3月27日担任法国欧洲事务部长。她是2019年歐洲議會選舉中共和国前进党头号候选人。